# Benedicto Fonseca Filho
Benedicto Fonseca Filho  (Rio de Janeiro, 31 de março de 1963) é um diplomata brasileiro que se notabilizou por ser o primeiro diplomata de carreira negro de carreira a ser promovido ao cargo de Embaixador.
Antes dele, o jornalista sergipano Raymundo de Souza Dantas havia sido o primeiro afro-brasileiro a ser indicado ao cargo deEembaixador, em 1961, durante a presidência de Jânio Quadros, quando assumiu a chefia da Embaixada do Brasil em Gana. Souza Dantas, contudo, não era diplomata de carreira.

## Biografia

### Primeiros anos e formação acadêmica
Benedicto Fonseca Filho nasceu na cidade do Rio de Janeiro, capital do estado, no ano de 1963. Ele era filho de Benedito Fonseca, funcionário público (contínuo), e de Célia Pedrosa Fonseca.
Em 1970, a sua família se mudou para Brasília em virtude da aprovação para o cargo público de um agente de portaria do Ministério das Relações Exteriores.
Em 1972, aos 9 anos de idade, Benedicto e toda a sua família se mudaram para Praga, capital da antiga Tchecoslováquia, país situado no leste europeu, em virtude da remoção de seu pai para a Embaixada brasileira naquele país. Nessa oportunidade, ele usufruiu de oportunidades únicas de aprendizado de idiomas estrangeiros junto com os filhos de outros funcionários do Itamaraty.
Em 1981, foi aprovado no vestibular para o curso de graduação em Relações Internacionais na Universidade de Brasília (UnB), tendo se bacharelado nesse curso em 1985, mesmo ano de sua aprovação no Curso de Admissão à Carreira da Diplomacia (CACD) do Instituto Rio Branco (IRBr).

### Atuação profissional
Benedicto Fonseca Filho entrou na carreira diplomática em 1985, aos 22 anos, após concluir sua graduação na UnB, tornando-se aluno da IRBr. Tendo obtido o segundo lugar no concurso, sua aprovação, na época, foi noticiada em matéria publicada no jornal Correio Brasiliense intitulada "Mulher e negro primeiro lugar no Rio Branco".
Benedicto Fonseca Filho terminou em segundo lugar ao final do Curso Preparatório à Carreira de Diplomata, tendo recebido prêmio Lafayette de Carvalho, Medalha de Prata,  e Prêmio de Viagens de Estudos (cursou matérias do curso de Relações Internacionais na Universidade de Paris I, Sorbonne, em 1991). Tendo sido admitido na carreira diplomática como Terceiro-Secretário, em dezembro de 1987, realizou estágio na Embaixada do Brasil em Washington. Sua primeira lotação no Itamaraty foi na então Divisão de Comércio Internacional, posteriormente absorvida pela então Divisão de Promoção Comercial.
Em 1992, foi removido para a Embaixada do Brasil em Buenos Aires, onde cumpriu missão permanente até o final de 1995. Foi promovido a Segundo-Secretário, por antiguidade, em dezembro de 1993. Completou o Curso de Aperfeiçoamento de Diplomatas (CAD) em 1995.  
Benedicto Fonseca Filho serviu, posteriormente, na Embaixada do Brasil em Tel Aviv, de 1996 a 1999. 
De retorno ao Brasil, trabalhou na então Divisão do Meio Ambiente (2000-2002). Foi promovido ao cargo de Primeiro-Secretário, por merecimento, em junho de 2001. Removido em 2004 para a Missão do Brasil junto às Nações Unidas, em Nova York, onde permaneceu até julho de 2007. Durante sua missão em Nova York, ocupou a vice-presidência da Segunda Comissão da Assembléia-Geral das Nações Unidas (1995)  e colaborou para o lançamento, nas Nações Unidas, da Ação contra Fome e a Pobreza. Foi promovido ao cargo de Conselheiro, por merecimento, em julho de 2005.
De retorno ao Brasil em julho de 2007, Benedicto Fonseca Filho foi lotado no Gabinete do então Ministro de Estado das Relações Exteriores, Embaixador Celso Luiz Nunes Amorim. Ocupou o cargo de Subchefe do Gabinete entre 2009 e 2010. Foi promovido a Ministro de Segunda Classe, por merecimento, em dezembro de 2007. Completou o Curso de Altos Estudos do IRBr em 2010, tendo sido promovido a Ministro de Primeira Classe, por merecimento, em dezembro daquele mesmo ano.  
Em janeiro de 2011, Benedicto foi nomeado Diretor do então Departamento de Temas Científicos (DCT) do Ministério das Relações Exteriores, cargo que ocupou até o final de 2018. Nessa capacidade, representou o Itamaraty, entre outros, nos seguintes órgãos colegiados: Comitê Gestor da Internet (CGI.br); Conselho Superior da Coordenação de Aperfeiçoamento de Pessoal de Nível Superior (CAPES); Conselho Nacional de Desenvolvimento Científico e Tecnológico (CNPq). Integrou e chefiou delegações do Brasil a reuniões de Comissões Mistas e Comissões de Cooperação Científica e Tecnológica com numerosos países, assim como diversas reuniões sobre governança da Internet no âmbito da União Internacional de Telecomunicações (UIT); da Comissão de Ciência e Tecnologia para o Desenvolvimento (CSTD) do Conselho Econômico e Social das Nações Unidas; e da Cúpula Mundial sobre a Sociedade da Informação. Integrou, pelo Itamaraty, comitê organizador da Reunião Multissetorial Global sobre o Futuro da Governança da Internet (NETmundial), realizada em São Paulo, em abril de 2014.
Entre 2019 e 2022, foi Cônsul-Geral do Brasil em Boston, Estados Unidos.
Em 2022, Benedicto Fonseca Filho foi indicado para assumir a chefia da Embaixada do Brasil em Pretória, na África do Sul. Tendo tido sua indicação confirmada pelo governo eleito em outubro de 2022, foi aprovado pelo Senado Federal após sabatina pela Comissão de Relações Exteriores e Defesa Nacional daquela Casa. Assumiu em 30 de julho de 2023 a chefia da Embaixada em Pretória, cargo que ocupa até hoje.
Benedicto Fonseca Filho também cumpriu missões de curta duração nas Embaixadas do Brasil em Acra, Gana; e Praia, Cabo Verde. 
Foi agraciado com a Ordem do Rio Branco, no grau de Grande Oficial. Possui também as seguintes honrarias: Ordem de Orange-Nassau, Países Baixos, Comendador; Légion d`Honneur, França, Oficial; e Troféu Raça Negra, na categoria prêmio institucional. 
Vida Familiar
Filho de Benedito Fonseca e Célia Pedrosa Fonseca, nasceu em 31 de janeiro de 1963, na cidade do Rio de Janeiro-RJ. Tem dois irmãos, Cristina Célia Fonseca Rodrigues, nascida em 05 de janeiro de 1965, e Cláudio Pedrosa Fonseca, nascido em  17 de março de 1970. Mudou-se para Brasília, com a família, em meados de1970. 
Casou-se com Solange Cristiane Faleiro Fonseca em 23 de setembro de 1995 com quem teve dois filhos, João Vitor Faleiro Fonseca, nascido em 02 de maio de 2002, e Isabela Sofia Faleiro Fonseca, nascida em 14 de janeiro de 2012.